# Sayang Sayang
Sayang Sayang is een bestuurslaag in het regentschap Mataram van de provincie West-Nusa Tenggara, Indonesië. Sayang Sayang telt 7379 inwoners (volkstelling 2010).